# Andrés Mosquera Guardia
Andrés Felipe Mosquera Guardia, noto semplicemente come Andrés Mosquera (Turbo, 20 febbraio 1990), è un calciatore colombiano, difensore dell'América de Cali.

## Caratteristiche tecniche
È un terzino destro.

## Carriera
Cresciuto nel settore giovanile dell'Independiente Medellín, ha esordito in prima squadra nel 2008 e vi è rimasto fino al 2017 fatta eccezione per una stagione all'América de Cali, collezionando oltre 190 presenze fra campionato e coppe.